# Чергінець Сергій Миколайович
Сергій Миколайович Чергінець — капітан Збройних сил України.
Випускник Чернігівського ліцею з посиленою військово-фізичною підготовкою.

## Нагороди
8 вересня 2014 року — за особисту мужність і героїзм, виявлені у захисті державного суверенітету та територіальної цілісності України, вірність військовій присязі під час російсько-української війни, відзначений — нагороджений орденом Богдана Хмельницького III ступеня.